# Communauté de communes du pays de Saint-Amour
La communauté de communes du pays de Saint-Amour est une  ancienne communauté de communes française, située dans le département du Jura et la région Bourgogne-Franche-Comté : elle a fusionné le 1er janvier 2017  avec la Communauté de communes Sud-Revermont pour former la Communauté de communes Porte du Jura.

## Historique
En 1993, le SIVOM, qui existait depuis 1990, est transformé en Communauté de communes.

## Administration

### Liste des présidents
| Période | Période       | Identité               | Étiquette | Qualité |
| ------- | ------------- | ---------------------- | --------- | ------- |
| ?       | 2014          | Gérard Jacquier        |           |         |
| 2014    | décembre 2016 | Thierry Faivre-Pierret |           |         |

### Siège
17, place d'Armes, 39160 Saint-Amour.

## Composition
La communauté de communes regroupait 12 communes le 1er janvier 2016 :
| Nom                   | Code Insee | Gentilé         | Superficie (km2) | Population (dernière pop. légale) | Densité (hab./km2) |
| --------------------- | ---------- | --------------- | ---------------- | --------------------------------- | ------------------ |
| Saint-Amour (siège)   | 39475      | Saint-Amourains | 11,65            | 2 349 (2014)                      | 202                |
| Balanod               | 39035      | Balanodiens     | 4,93             | 358 (2014)                        | 73                 |
| Chazelles             | 39135      |                 | 4,04             | 148 (2014)                        | 37                 |
| Graye-et-Charnay      | 39261      |                 | 6,31             | 133 (2014)                        | 21                 |
| L'Aubépin             | 39023      | Aubespinois     | 5,67             | 148 (2014)                        | 26                 |
| Loisia                | 39295      |                 | 11,58            | 165 (2014)                        | 14                 |
| Montagna-le-Reconduit | 39346      | Montagnons      | 5,43             | 120 (2014)                        | 22                 |
| Nanc-lès-Saint-Amour  | 39378      |                 | 5,29             | 315 (2014)                        | 60                 |
| Saint-Jean-d'Étreux   | 39484      |                 | 4,28             | 157 (2014)                        | 37                 |
| Thoissia              | 39532      |                 | 3,89             | 34 (2014)                         | 8,7                |
| Val-d'Épy             | 39209      |                 | 25,35            | 149 (2015)                        | 5,9                |
| Véria                 | 39551      | Vériatons       | 10,09            | 128 (2014)                        | 13                 |

## Compétences
Nombre total de compétences exercées en 2016 : 26.